# Diogo Rodrigues
Diogo Rodrigues (1600-tal) var en portugisisk upptäcktsresande i Indiska oceanen. Ön Rodrigues i ögruppen Maskarenerna är uppkallad efter honom.